# Edaphus
Edaphus är ett släkte av skalbaggar som beskrevs av Victor Ivanovitsch Motschulsky 1857. Edaphus ingår i familjen kortvingar.
Släktet innehåller bara arten Edaphus beszedesi.